# Aloe andringitrensis
Aloe andringitrensis ist eine Pflanzenart der Gattung der Aloen in der Unterfamilie der Affodillgewächse (Asphodeloideae). Das Artepitheton andringitrensis verweist auf das Vorkommen der Art im Andringitra-Gebirge.

## Beschreibung

### Vegetative Merkmale
Aloe andringitrensis wächst einzeln und stammlos. Die Wurzeln sind spindelförmig. Ihre 15 bis 20 dreieckigen Laubblätter bilden eine Rosette. Die graugrüne Blattspreite ist 50 Zentimeter lang und 7 Zentimeter breit. Die Blattoberfläche ist sehr leicht aufgeraut. Die rosarötlichen Zähne am Blattrand sind 1 Millimeter lang und stehen 5 bis 10 Millimeter voneinander entfernt.

### Blütenstände und Blüten
Der Blütenstand besteht aus sechs bis acht Zweigen und erreicht eine Höhe von 80 bis 90 Zentimetern. Die dichten, fast kopfigen Trauben sind 6 bis 10 Zentimeter lang. Die eiförmig-zugespitzten Brakteen weisen eine Länge von 8 Millimetern auf und sind 3 Millimeter breit. Die trüborangefarbenen bis gelblichen Blüten stehen an 25 Millimeter langen Blütenstielen. Die Blüten sind 22 Millimeter lang und an ihrer Basis gerundet. Auf Höhe des Fruchtknotens weisen sie einen Durchmesser von 4 Millimetern auf und sind zur Mündung hin auf 9 Millimeter erweitert. Ihre äußeren Perigonblätter sind auf einer Länge von 17 Millimetern nicht miteinander verwachsen. Die Staubblätter ragen nicht, und der Griffel kaum aus der Blüte heraus.

### Genetik
Die Chromosomenzahl beträgt {\displaystyle 2n=14}.

## Systematik und Verbreitung
Aloe andongensis auf Madagaskar an kiesigen Stellen in Höhenlagen von 1800 bis 2500 Metern verbreitet. 
Die Erstbeschreibung durch Henri Perrier de La Bâthie wurde 1926 veröffentlicht.

## Nachweise